# Gmina Probisztip
Gmina Probisztip (mac. Општина Пробиштип) – gmina miejska w północno-wschodniej Macedonii Północnej.
Graniczy z gminami: Czeszinowo-Obleszewo od południowego wschodu, Koczani od wschodu, Kratowo od północy, Sweti Nikołe od zachodu oraz Sztip i Karbinci od południa.
Skład etniczny
- 98,66% – Macedończycy
- 1,34% – pozostali

W skład gminy wchodzą:
- miasto: Probisztip;
- 35 wsi: Bunesz, Bucziszte, Gajranci, Gorni Stuboł, Gorno Barbarewo, Grizilewci, Gujnowci, Dobrewo, Dołni Stuboł, Dołno Barbarewo, Dreweno, Drenok, Zarepinci, Zełengrad, Złetowo, Jamiszte, Kałniszte, Kukowo, Kundino, Łezowo, Lesnowo, Marczino, Neokazi, Pestrszino, Petriszino, Piszica, Pleszanci, Puzderci, Ratawica, Strisowci, Tursko Rudari, Strmosz, Tripatanci, Trooło, Ształkowica.